# Unione montana Comelico
L'Unione montana Comelico è un'unione montana veneta della Provincia di Belluno. Comprende cinque comuni:
- Comelico Superiore
- Danta di Cadore
- San Nicolò di Comelico
- San Pietro di Cadore
- Santo Stefano di Cadore (sede)

Fino al suo passaggio alla regione Friuli-Venezia Giulia nel 2017, era compreso anche il comune di Sappada e l'ente era denominato Unione montana Comelico e Sappada.